# Palier N4
Pour les articles homonymes, voir N4.
Le palier N4 correspond à un modèle de réacteur nucléaire à eau légère français de 2e génération, développé par Framatome et EDF. Il fait partie de la filière des réacteurs à eau pressurisée (REP). 
Sa puissance thermique est de 4 270 MWth et sa puissance électrique nette de 1 500 MWe. C'est le modèle de réacteur nucléaire le plus puissant au monde de 2000 à 2018, jusqu'à la mise en service du premier EPR de la centrale nucléaire de Taishan (d'une puissance de 1 660 MWe).
Depuis mai 2000, quatre réacteurs N4 sont en service commercial en France pour une puissance cumulée d'environ 5 990 MWe, soit 9% de la puissance totale du parc nucléaire français.

## Historique
Le palier N4, pour « nouveau 4 boucles » constitue le troisième et dernier palier du parc de réacteur nucléaire français de deuxième génération. Ce palier concrétise la francisation de ces réacteurs, dont plus aucun composant ne dépend de la licence américaine Westinghouse (à la différence des réacteurs des paliers précédents CP0, CPY et P4/P'4).
Le développement de ce palier est plus lent que prévu dû à des difficultés rencontrées dans le développement du contrôle-commande entièrement numérique, ainsi que par le contexte de ralentissement global du programme nucléaire français. Avec seulement quatre réacteurs construits, il fait suite aux 20 réacteurs de 1 300 MWe du palier P4/P'4, et aux 34 réacteurs de 900 MWe des paliers CP0 et CPY. 
La Déclaration d'Utilité Publique (DUP) du palier N4 est obtenue en 1979 et l'avant projet est initié en 1982. La Demande d'Autorisation de Création (DAC) du premier réacteur N4 (Chooz-B1) déposée en 1980 est obtenue en octobre 1984 ; celui de Chooz-B2 février 1986, et ceux de Civaux-1 et 2 en décembre 1993.
Comme pour les 58 autres réacteurs nucléaires français de deuxième génération, la chaudière nucléaire est fournie par Framatome et la salle des machines, comprenant le groupe turbo-alternateur, par Alsthom (depuis renommé Alstom).

## Amélioration comparativement aux réacteurs de 900 et1 300MWe
Le palier N4 se différencie des paliers précédents par des améliorations substantielles des performances des générateurs de vapeur et des pompes du circuit primaire, ainsi que par la généralisation de technologies numériques pour le pilotage des réacteurs. 
L'enceinte de confinement est similaire à celle des REP 1 300 MW avec une double paroi étanche : une interne en béton précontraint et une externe en béton armé,.
Comme les autres réacteurs nucléaires français, le combustible est fait d'uranium enrichi entre 3 et 5%. Les réacteurs du palier N4 ne sont pas autorisés à utiliser du combustible MOX,.

## Caractéristiques techniques

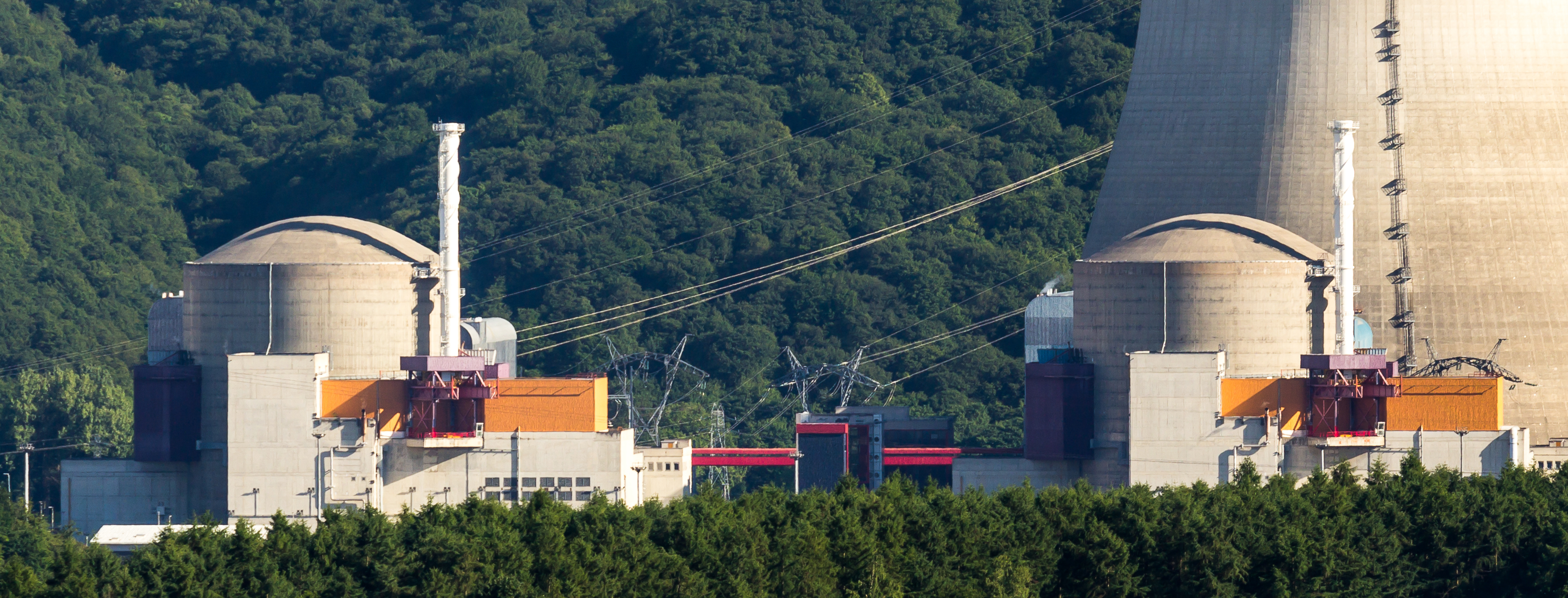
Vue de la centrale nucléaire de Chooz

Le cœur du réacteur comporte 205 assemblages combustibles abritant chacun 264 crayons de pastille d'uranium pour un poids total de 110 t. Le combustible est du dioxyde d'uranium (UO2) faiblement enrichi de 3 à 5%. La cuve a une épaisseur de 230 mm, pour une hauteur de 13,65 m et un diamètre de 4,65 m.
Le circuit primaire possède quatre boucles permettant la circulation d'eau légère dans le cœur du réacteur, maintenue à l'état liquide par une pression à 155 bar. Les quatre générateurs de vapeur transmettent la chaleur du circuit primaire au circuit secondaire, et produisent une vapeur à 268,8 °C et 71 bar de pression. La puissance thermique délivré par la chaudière nucléaire est de 4 270 MWth, la puissance électrique brute en sortie d'alternateur est de 1 560 MWe, et la puissance électrique nette est de 1 500 MWe, ce qui confère un rendement d'environ 35 %.
Avant la mise en service de la centrale EPR de Flamanville 3, les centrales du palier N4 étaient les seules en France à avoir un contrôle commande complètement numérique (fourni par Atos WorldGrid), et une salle de commande modernisée.
| Section                   | Indicateur                                       | Réacteur N4                      |
| ------------------------- | ------------------------------------------------ | -------------------------------- |
| Puissance                 | Puissance électrique nette                       | 1 450 MW                         |
| Puissance                 | Puissance électrique brute                       | 1 530 MW                         |
| Puissance                 | Puissance thermique nominale                     | 4 270 MWth                       |
| Puissance                 | Rendement                                        | 35,7 à 35,9%                     |
| Enceinte de confinement   | Type                                             | double paroi                     |
| Enceinte de confinement   | Enceinte interne                                 | Béton précontraint               |
| Enceinte de confinement   | Peau d'étanchéité                                | sans                             |
| Enceinte de confinement   | Diamètre intérieur                               | 43,8 mètres                      |
| Enceinte de confinement   | Hauteur intérieure au centre                     | 57,48 mètres                     |
| Enceinte de confinement   | Épaisseur de paroi interne                       | 1,2 mètre                        |
| Enceinte de confinement   | Volume intérieur total                           | 86 000 m3                        |
| Enceinte de confinement   | Enceinte externe                                 | Béton armé                       |
| Enceinte de confinement   | Épaisseur de paroi externe                       | 0,55 mètre                       |
| Circuit primaire          | Pression de fonctionnement                       | 15,5 MPa                         |
| Circuit primaire          | Température de l'eau à l'entrée de la cuve       | 292,2 °C                         |
| Circuit primaire          | Température de l'eau à la sortie de la cuve      | 329,6 °C                         |
| Circuit primaire          | Nombre de boucles                                | 4                                |
| Circuit primaire          | Volume du circuit primaire (avec pressuriseur)   | 406 m3                           |
| Cuve                      | Diamètre intérieur                               | 4 486 mm                         |
| Cuve                      | Hauteur totale                                   | 13,645 mètres                    |
| Cuve                      | Épaisseur de la paroi à hauteur du cœur          | 225 mm                           |
| Cuve                      | Matériau acier                                   | 16MND5                           |
| Cuve                      | Masse totale à vide                              | 462 tonnes                       |
| Générateur de vapeur      | Nombre                                           | 4                                |
| Générateur de vapeur      | Pression vapeur en sortie de GV à pleine charge  | 72,8 bars (abs)                  |
| Générateur de vapeur      | Température en sortie de GV                      | 288 °C                           |
| Générateur de vapeur      | Débit de vapeur par GV                           | 2 164 tonnes/h                   |
| Générateur de vapeur      | Surface d'échange                                | 7 308 m2                         |
| Générateur de vapeur      | Hauteur totale                                   | 21,9 mètres                      |
| Générateur de vapeur      | Masse totale (sans eau)                          | 421 tonnes                       |
| Cœur                      | Combustible                                      | Pastilles cylindriques d'UO2     |
| Cœur                      | Hauteur active des crayons                       | 4 270 mm                         |
| Cœur                      | Diamètre des pastilles                           | 8,2 mm                           |
| Cœur                      | Diamètre externe des crayons                     | 9,5 mm                           |
| Cœur                      | Matériaux de gainage des crayons                 | Zircaloy                         |
| Cœur                      | Nombre de crayons par assemblage                 | 264                              |
| Cœur                      | Nombre d'assemblages de combustible dans le cœur | 205                              |
| Cœur                      | Puissance linéique moyenne à puissance nominale  | 179,6 W/cm                       |
| Contrôle de la réactivité | Nombre de grappes de contrôle                    | 73                               |
| Contrôle de la réactivité | Matériau absorbant                               | grappes hybrides Ag.In.Cd et B4C |
| Pompe primaire            | Débit nominal par pompe                          | 24 500 m3/h                      |
| Pompe primaire            | Puissance à l'accouplement à chaud               | 6 600 kW                         |
| Pompe primaire            | Hauteur manométrique totale                      | 106 à 109,2 mètres               |
| Groupe turboalternateur   | Modèle de turbine                                | Arabelle                         |
| Groupe turboalternateur   | Nombre de corps haute pression                   | 1                                |
| Groupe turboalternateur   | Nombre de corps basse pression                   | 3                                |
| Groupe turboalternateur   | Vitesse de rotation du groupe turboalternateur   | 1 500 tr/min                     |

## Centrales nucléaires françaises pourvues de réacteurs N4
Quatre réacteurs du palier N4 ont été construits et sont en service en France : deux à la centrale nucléaire de Civaux dans la Vienne, et deux à la centrale nucléaire de Chooz dans les Ardennes. EDF est l'exploitant de ces deux centrales.
L'achèvement du parc des 58 réacteurs nucléaires français dans les années 1990, entraîne une surcapacité des moyens de production d'électricité en France. Ainsi, à des fins de « lissage » des mises en service des réacteurs dans le temps, celles du palier N4 sont volontairement retardées de 4 ou 5 ans par rapport à la première connexion au réseau de chaque réacteur (le délai normal de mise en service étant de quelques mois).
| Nom du réacteur | Puissance   | Puissance   | Puissance        | Début de construction | 1re divergence   | Raccordement au réseau | Mise en service commercial | Source froide    |
| Nom du réacteur | Nette (MWe) | Brute (MWe) | Thermique (MWth) | Début de construction | 1re divergence   | Raccordement au réseau | Mise en service commercial | Source froide    |
| --------------- | ----------- | ----------- | ---------------- | --------------------- | ---------------- | ---------------------- | -------------------------- | ---------------- |
| Chooz-B1        | 1 500       | 1 560       | 4 270            | 1er janvier 1984      | 25 juillet 1996  | 30 août 1996           | 15 mai 2000                | Fleuve (Meuse)   |
| Chooz-B2        | 1 500       | 1 560       | 4 270            | 31 décembre 1985      | 10 mars 1997     | 10 avril 1997          | 29 septembre 2000          | Fleuve (Meuse)   |
| Civaux-1        | 1 495       | 1 561       | 4 270            | 15 octobre 1988       | 29 novembre 1997 | 24 décembre 1997       | 29 janvier 2002            | Rivière (Vienne) |
| Civaux-2        | 1 495       | 1 561       | 4 270            | 1er avril 1991        | 27 novembre 1999 | 24 décembre 1999       | 23 avril 2002              | Rivière (Vienne) |

En 2012, Chooz-B2 devient le réacteur nucléaire le plus productif en une année avec 12 512,93 GWh produits, ce qui constitue alors le record mondial. Ce résultat est obtenu grâce à un taux de disponibilité annuel de 96,5 % et un facteur de charge de 95 %. Ce record est battu en 2023 par l'EPR de Taishan-2 qui produit 12 884,1 GWh cette année là.

### Visites décennales
Comme pour les 58 autres réacteurs nucléaires français de deuxième génération, les réacteurs N4 sont conçus pour une durée d’exploitation d'au moins 40 ans. Pour atteindre voire dépasser cette durée de fonctionnement, une réévaluation et un réexamen de sûreté ont lieu tous les dix ans lors des visites décennales (VD). En fonction de l'évolution de la réglementation, des progrès technologiques et du retour d'expérience de l'ensemble des installations nucléaires dans le monde, des modifications sont nécessaires, et sont effectuées pour respecter le niveau de sûreté requis. Une fois terminées, l'Autorité de sûreté nucléaire (ASN) peut autoriser une poursuite de l'exploitation pour dix années supplémentaires.
|          | 1ère visite décennale               | 2ème visite décennale             |
| -------- | ----------------------------------- | --------------------------------- |
| Chooz-B1 | 8 mai 2010 au 30 août 2010          | 21 février 2020 au 19 août 2020   |
| Chooz-B2 | 14 mars 2009 au 23 juillet 2009     | 15 mars 2019 au 6 août 2019       |
| Civaux-1 | 13 août 2011 au 4 décembre 2011     | 21 août 2021 au 1er février 2023  |
| Civaux-2 | 18 février 2012 au 1er octobre 2012 | 19 novembre 2021 au 27 avril 2023 |

Les deuxièmes visites décennales des deux réacteurs de Civaux sont marquées par le découverte d'un phénomène de « corrosion sous contraintes » au niveau de certains circuits (cf paragraphe suivant), entrainant un fort allongement de ces deux VD.

## Sûreté

### Phénomène de «corrosion sous contraintes» de 2021
Fin 2021 est détectée lors de la deuxième visite décennale du réacteur de Civaux-1, la présence de microfissures sur des zones de soudures du circuit d’injection de sécurité, dit circuit RIS, permettant, en cas d'incident sur le circuit primaire, l'injection d'eau borée afin d'éviter la fusion du cœur. Ces microfissures sont dues à un phénomène de corrosion sous contraintes (CSC). Ce phénomène de CSC atteint également le circuit de refroidissement du réacteur à l'arrêt, dit circuit RRA. Les quatre réacteurs du palier N4 sont atteints au niveau de leurs circuits RIS et RRA. De même certains réacteurs du palier P'4 sont atteints, mais uniquement au niveau de leur circuit RIS.
Les quatre réacteurs N4 sont rendus indisponibles durant toute l'année 2022, le temps de l'identification du phénomène et du remplacement de toutes les portions de tuyauterie concernées,. Cela participe à l'indisponibilité historique du parc nucléaire français en 2022, dans un contexte de crise énergétique européenne et mondiale.
Le 10 mai 2023 le dernier des quatre réacteurs du palier N4 en réparation, Chooz-B1, est reconnecté au réseau national.